# Molynopteroides guttiventris
Molynopteroides guttiventris är en skalbaggsart som beskrevs av Moser 1914. Molynopteroides guttiventris ingår i släktet Molynopteroides och familjen Cetoniidae. Inga underarter finns listade i Catalogue of Life.